# Langreo
Langreo (asztúriai nyelven Llangréu) település Spanyolországban, Asztúria autonóm közösségben. Langreo Siero, San Martín del Rey Aurelio, Mieres, Asturias és Oviedo községekkel határos. Lakosainak száma 38 282 fő (2024).

## Népesség
A település népessége az utóbbi években az alábbiak szerint változott:
| Lakosok száma | 48 400 | 46 964 | 45 668 | 45 565 | 43 647 | 42 403 | 40 529 | 39 420 | 38 262 | 38 282 |
|               | 2001   | 2004   | 2007   | 2009   | 2012   | 2014   | 2017   | 2019   | 2022   | 2024   |